# Renault Floride et Caravelle
Pour les articles homonymes, voir Floride (homonymie) et Caravelle.
La Renault Floride et la Renault Caravelle (modèles vendus par Renault USA sous l'unique appellation Renault Caravelle sur le marché américain, pour lesquels ils étaient à l'origine plus particulièrement destinés) est une gamme de voitures de sport roadster coupé 2+2 cabriolet du constructeur automobile français Renault, présentée au salon de l'automobile de Paris 1958, puis au salon de l'automobile de New York en 1959. Fabriquées à 117 039 exemplaires jusqu'en 1968, ces deux modèles sont reconnaissables en Europe en se distinguant en particulier par leurs inscriptions Floride ou Caravelle sur la carrosserie,. 

## Histoire
À la fin des années 1950, époque du rêve américain, où la Volkswagen Coccinelle (localement nommée Beetle) rencontre déjà aussi un important succès aux États-Unis, Renault souhaite développer, sous la marque Renault USA, sa présence sur ce marché. 

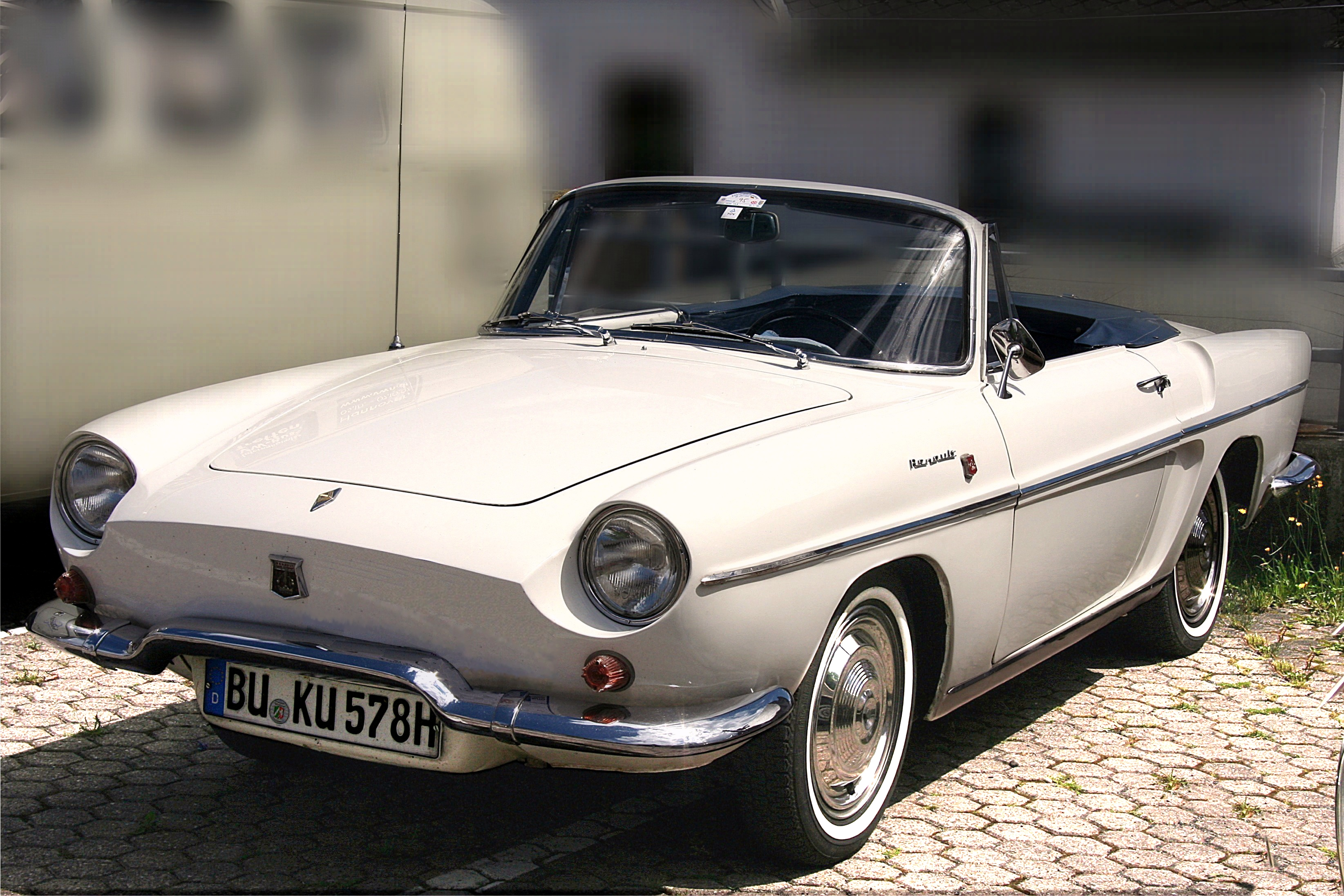
Floride.
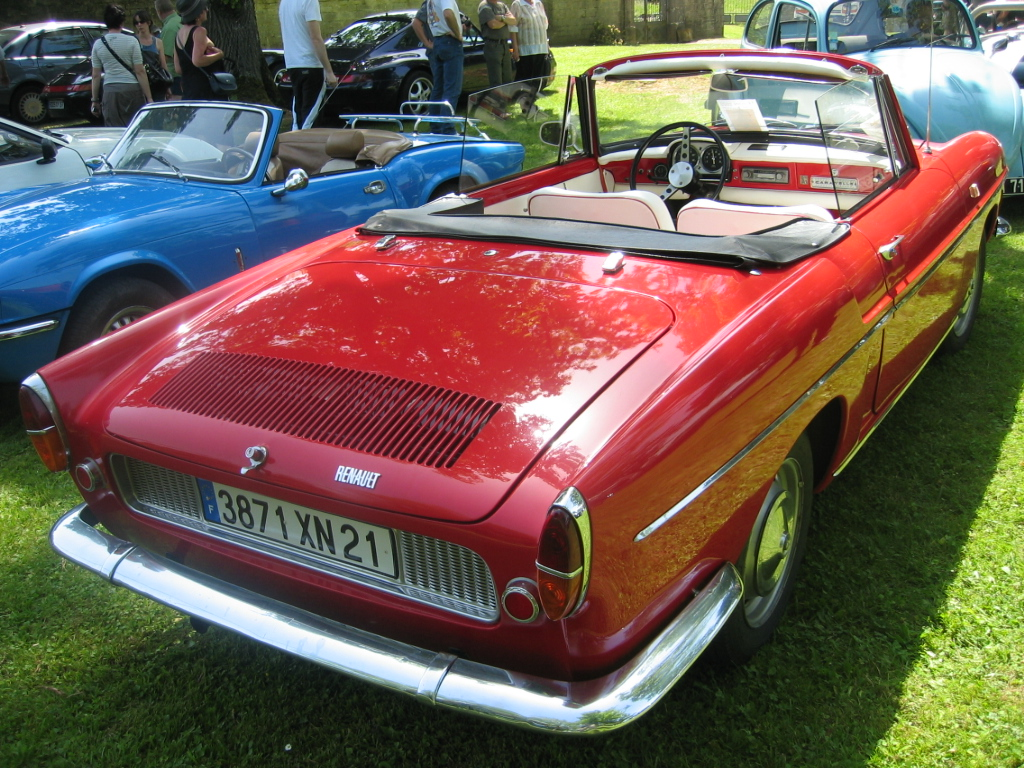
Caravelle.
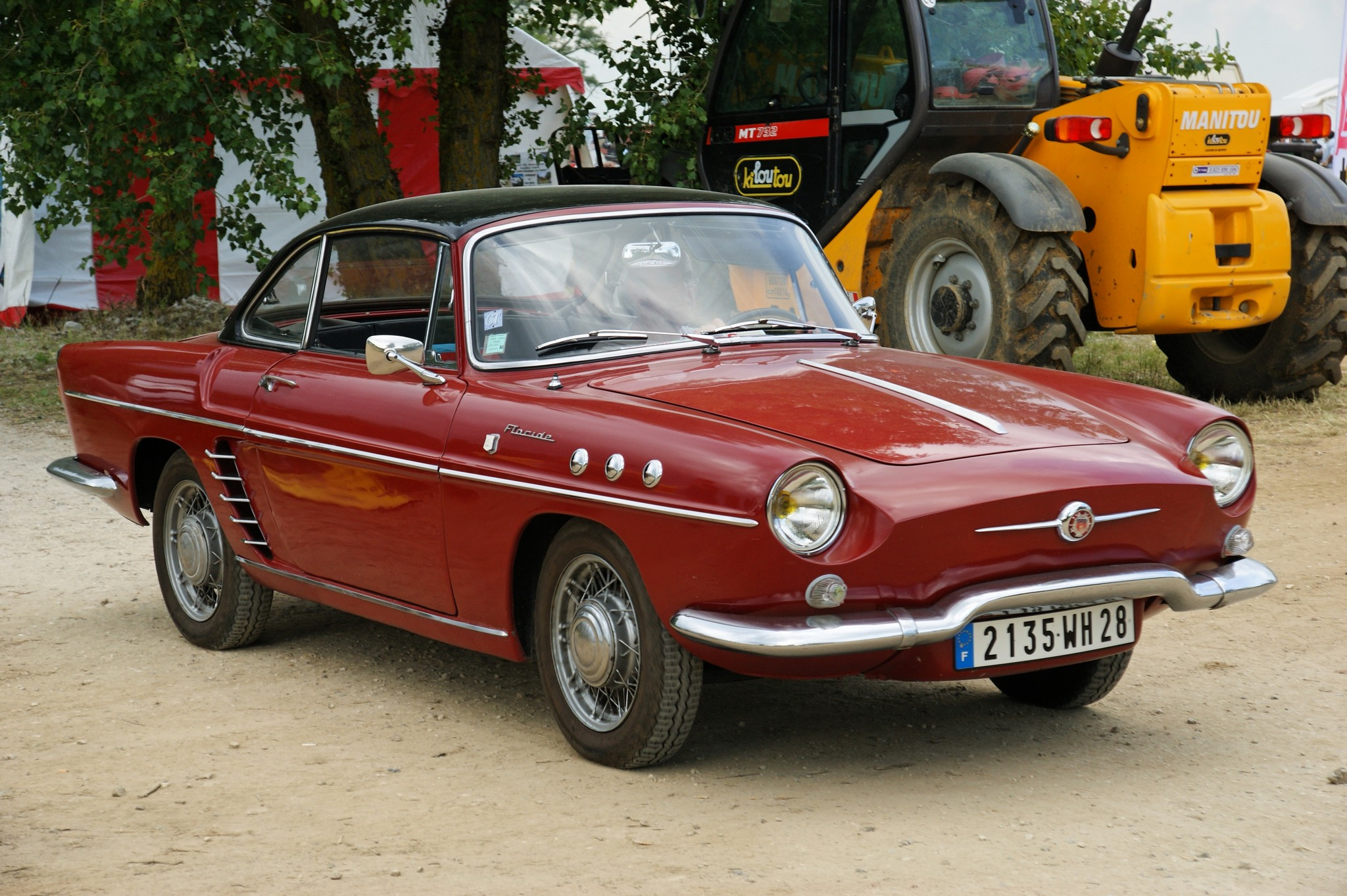
Floride, avec hardtop et nombreux chromes.

Des milliers de Renault Dauphine traversent alors l'Atlantique, mais du fait d'importante concurrence et faute d'organisation de son exportation sur un marché très particulier et exigeant avec une politique commerciale adaptée, les ventes Renault USA ne décollent pas, et les voitures stagnent sur les parkings des concessions. 

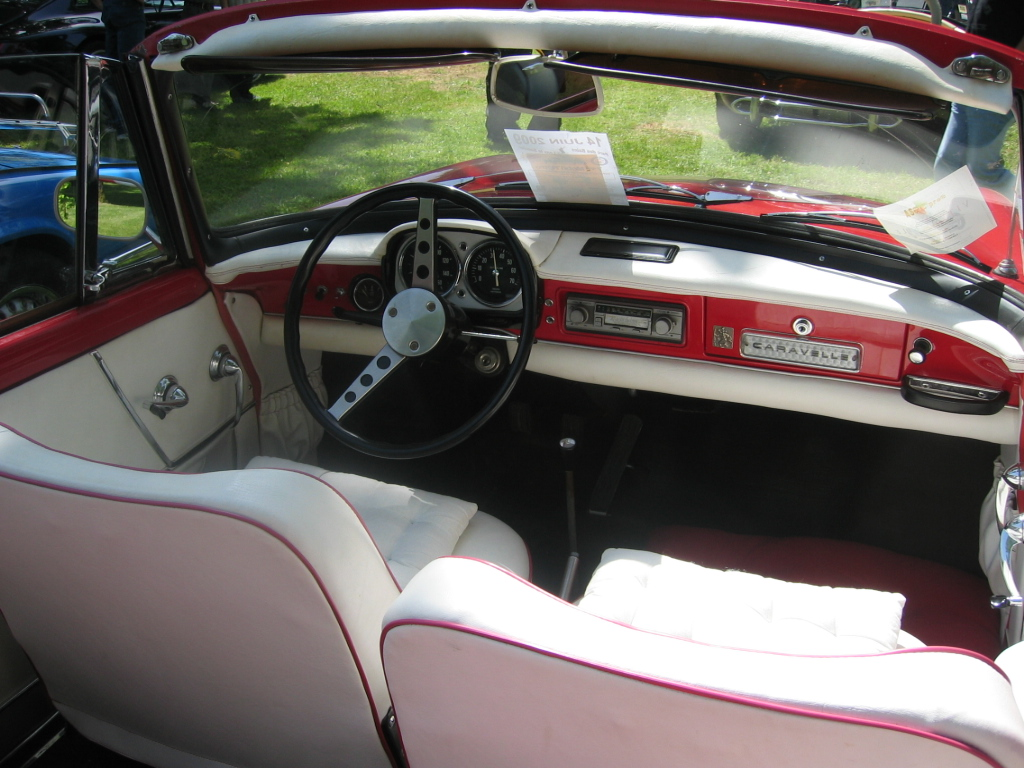
Intérieur de Caravelle.

Lors d'une convention en Floride, les concessionnaires réclament un roadster coupé-cabriolet pour séduire une clientèle jeune, et pour rivaliser avec le succès des Volkswagen Karmann Ghia, et autres roadsters anglais MG A, Austin-Healey 100-6, Triumph TR3 et américains Ford Thunderbird et Chevrolet Corvette C1… de l'époque. Pierre Dreyfus, alors PDG de la Régie, commande en 1957 un projet de « Dauphine GT » au designer italien Ghia (pour succéder aux Renault Frégate coupé-cabriolet de 1951, entre autres concurrentes des Alpine A108, Peugeot 203 et Peugeot 403 cabriolets, et Simca Sport...). Pietro Frua (designer Ghia) présente alors un premier prototype de « Dauphine GT Frua » au salon de Genève en 1958, au design très inspiré des Ford Thunderbird I américaines de 1955.
La Régie reprend alors le projet avec son propre bureau de style et dévoile avec succès la Floride (Caravelle sur le marché américain) au salon de Paris de septembre 1958, puis un an plus tard au salon de l'automobile de New York en 1959 (sous le nom de Caravelle, inspiré des avions français Caravelle de l'ère du jet de l'époque). Ce roadster coupé 2+2 — avec toit rigide (hardtop) en option — reprend le châssis-moteur des Renault Dauphine Gordini (et Alpine A108) avec un dessin de sportive inspiré des roadsters américains, anglais, et italiens, aux lignes fluides et élégantes, et à la finition soignée. Sous-traitée, la construction est confiée à Chausson pour la caisse et Brissonneau et Lotz pour finaliser l'assemblage de la voiture. Le modèle est bien accueilli sur le marché français, y étant notamment moins cher que les modèles concurrents Simca Océane et Plein-Ciel. Deux exemplaires sont offerts à titre de promotion médiatique internationale, l'un à Brigitte Bardot et l'autre à Grace Kelly,, stars mondiales glamour emblématiques de l'époque. 
Mais à l'image de l'échec américain de la Dauphine, l'aventure tourne court en Amérique du Nord, et les Caravelles invendues sont toutes rapatriées en France, où Renault écoule avec succès la totalité de cette production américaine de 117 000 exemplaires en dix ans.

## Modèles
- Floride (Caravelle aux États-Unis et Canada)
- Floride S
- Caravelle 1100
- Caravelle 1100S

### Floride
La face avant des Floride coupé et cabriolet avec des clignotants ronds présente en son centre la couronne déjà vue sur la Dauphine. Elle est motorisée par un « moteur Ventoux spécial Gordini »  de 845 cm3 de Renault Dauphine Gordini, avec boîte de vitesses trois rapports (quatre rapports en option), freins à tambours avant et arrière, roues à voile plein, et électricité en 6 volts.

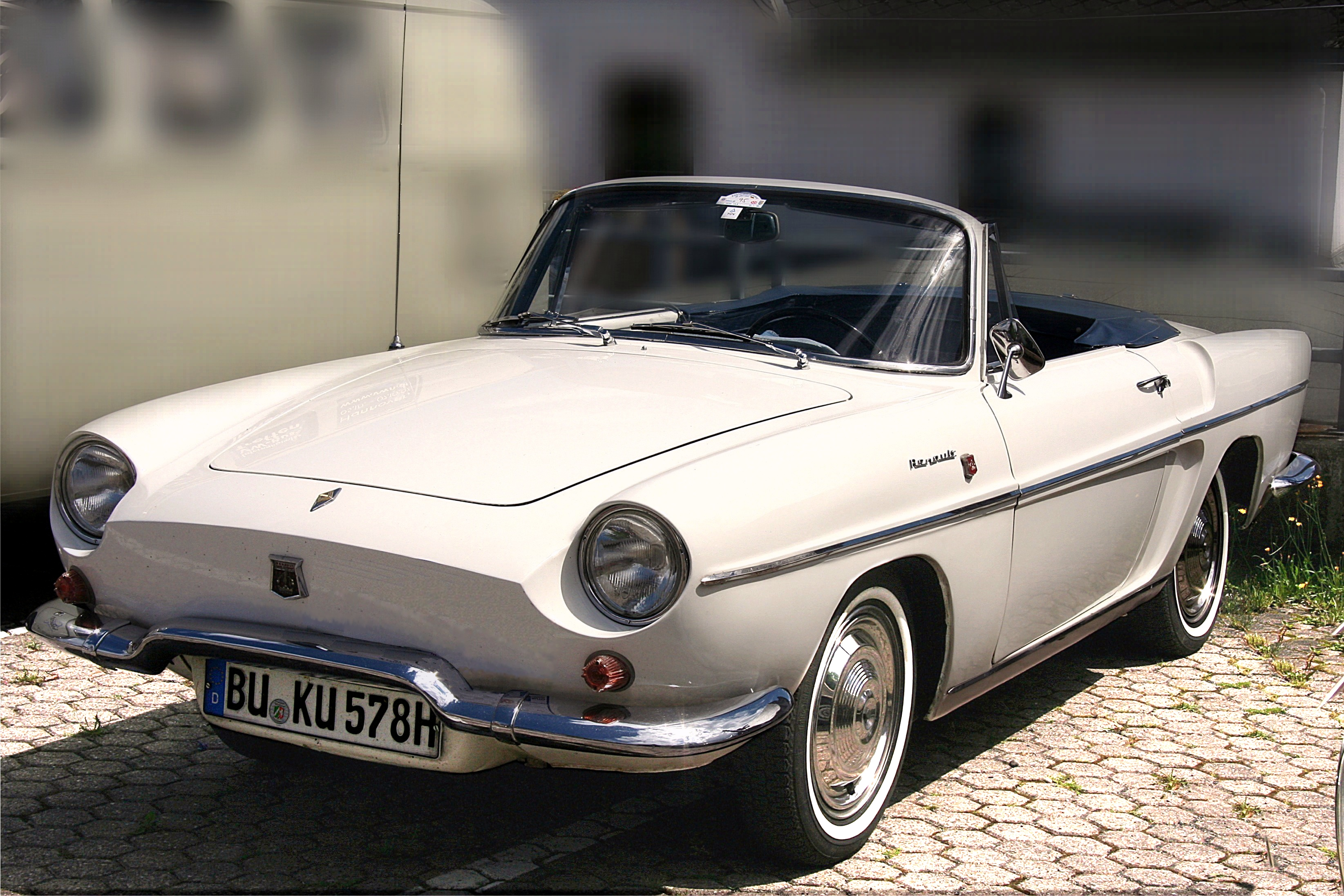
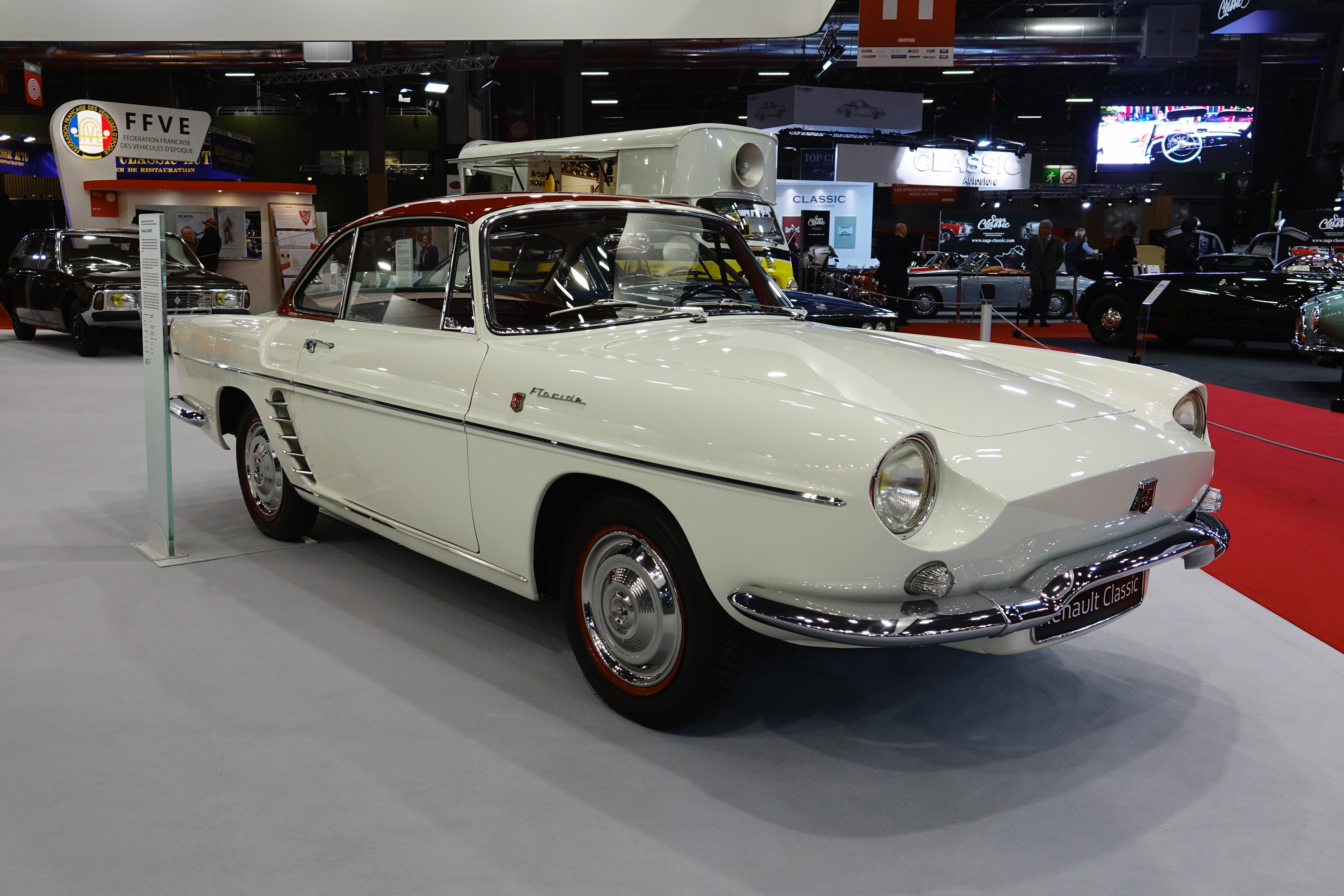
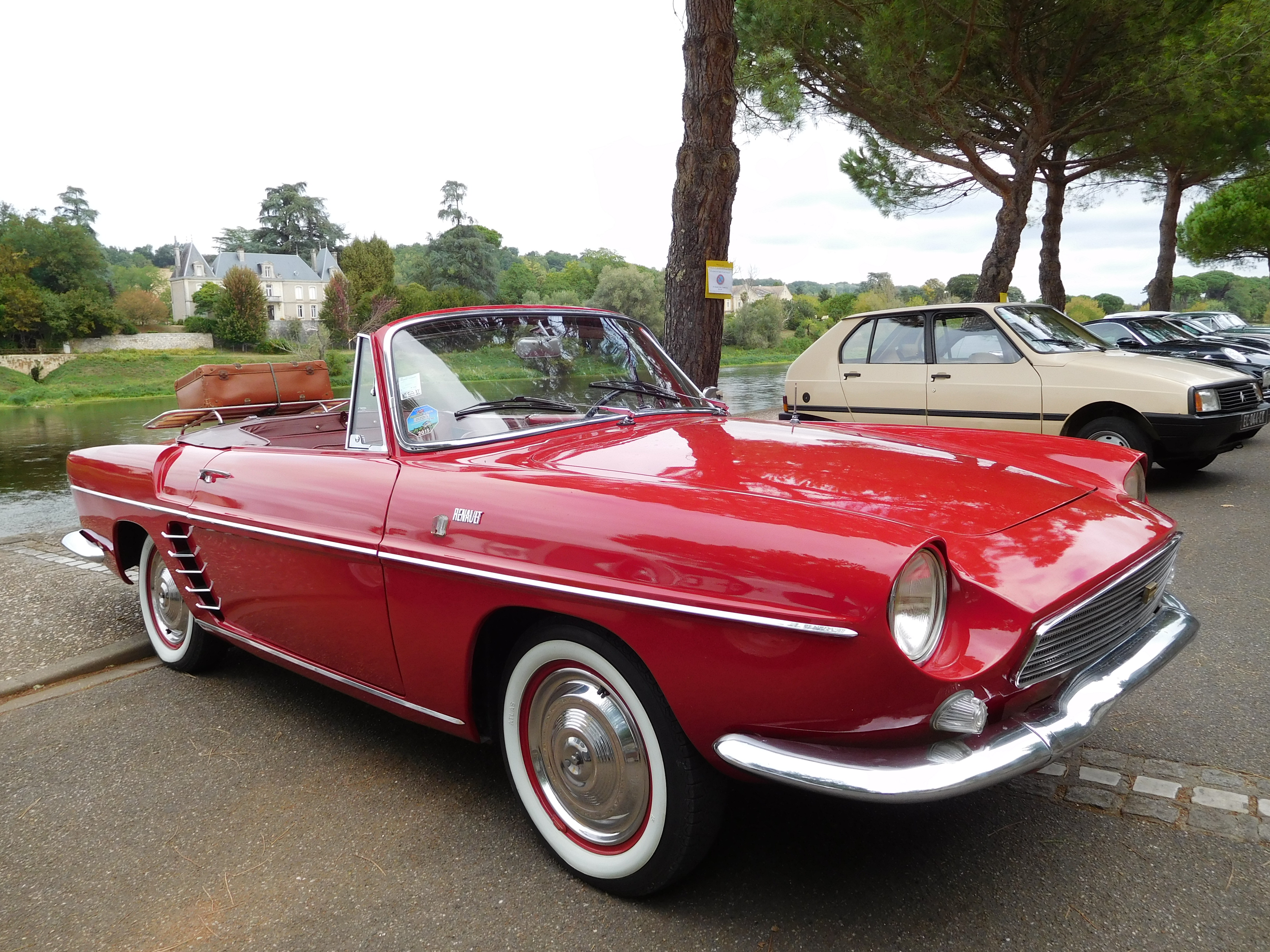
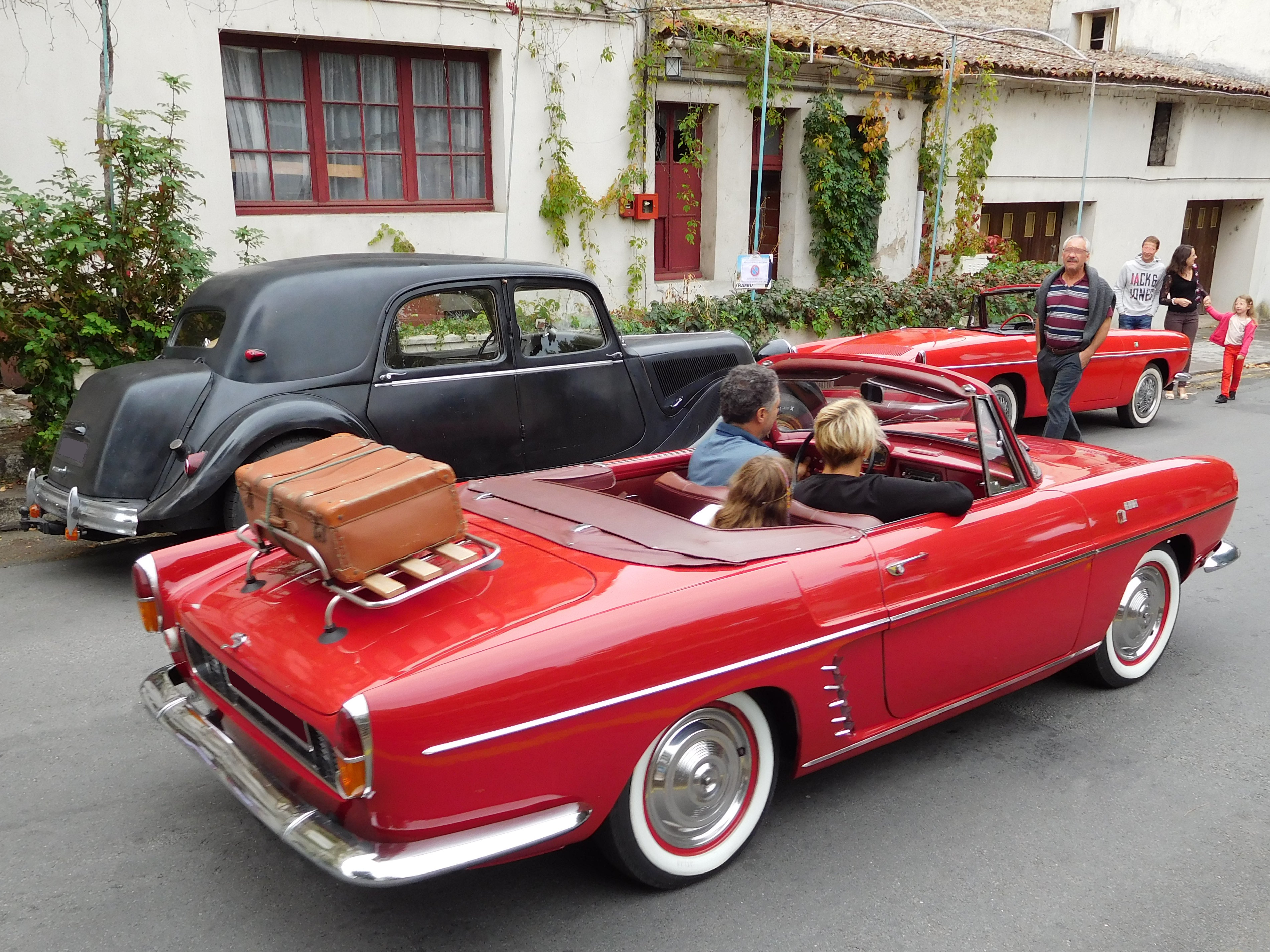

Le marché nord américain étant particulièrement visé, la Floride y est exportée, avec quelques modifications, sous le nom de « Caravelle » pour ménager la susceptibilité des autres États des États-Unis.

### Caravelle coupé et Floride S cabriolet
À partir de 1962 et jusqu'en 1963, la Floride s'offre d'importants changements : nouveau moteur 956 cm3 à cinq paliers de 48 ch (monté quelques mois plus tard sur la Renault 8, c'est le fameux « moteur Sierra » plus connu sous le nom de « Cléon-Fonte » élaboré par l'ingénieur motoriste René Vuaillat, qui sera fabriqué dans l'usine Renault de Cléon pendant cinquante ans), quatre freins à disques (une première sur une voiture française), boîte à trois rapports entièrement synchronisée, électricité en 12 volts, fermeture des ouïes latérales et apparition de crevés de capot sur la partie arrière car le radiateur est désormais placé derrière le moteur comme sur la berline Renault 8. Le sens de rotation du « moteur Ventoux » est anti-horaire (côté distribution), tandis que le « moteur Sierra » tourne dans le sens horaire, pour obtenir le même sens de rotation aux roues, le différentiel de la boîte de vitesses est retourné sur les versions avec le « moteur Sierra ».

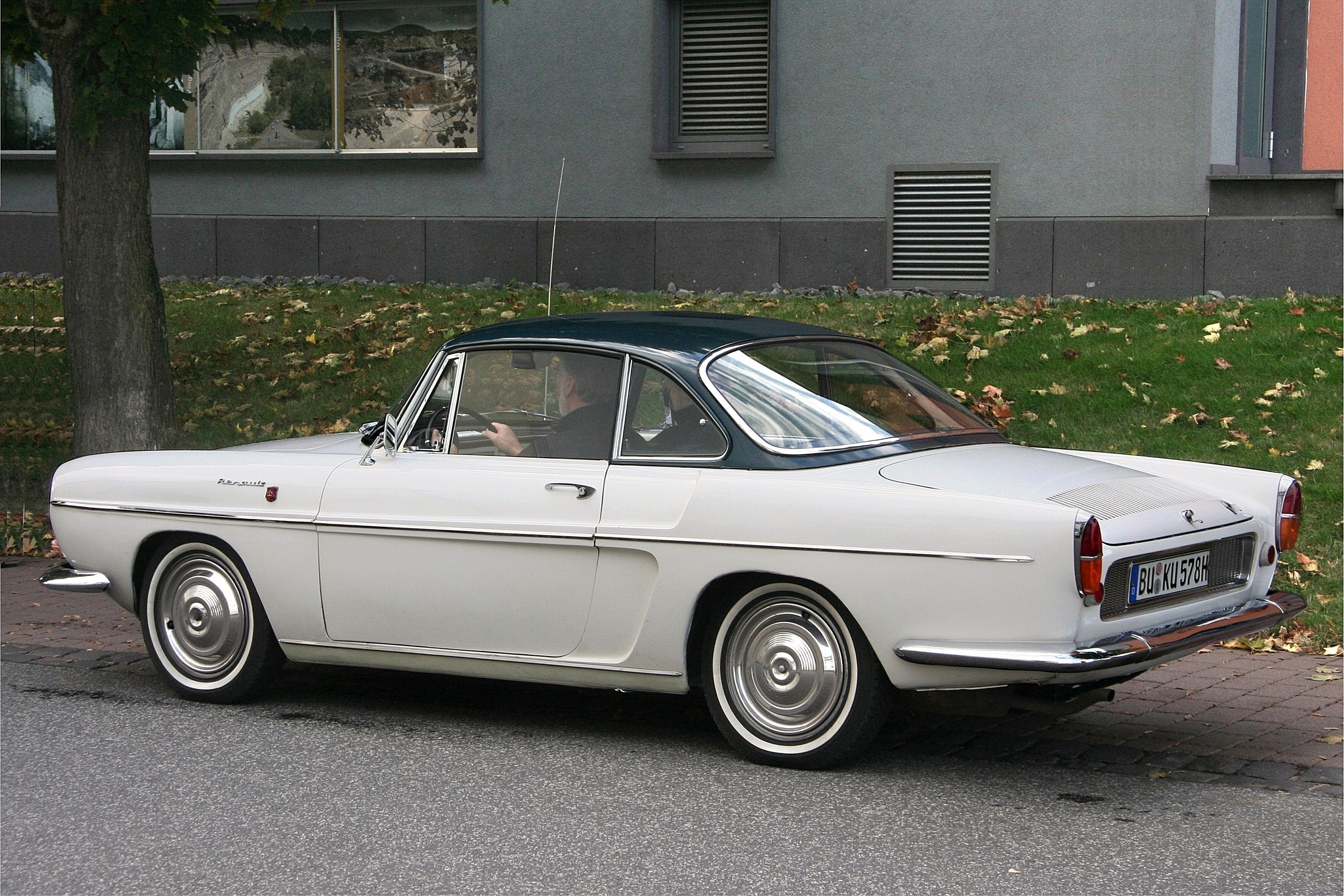
Floride S.
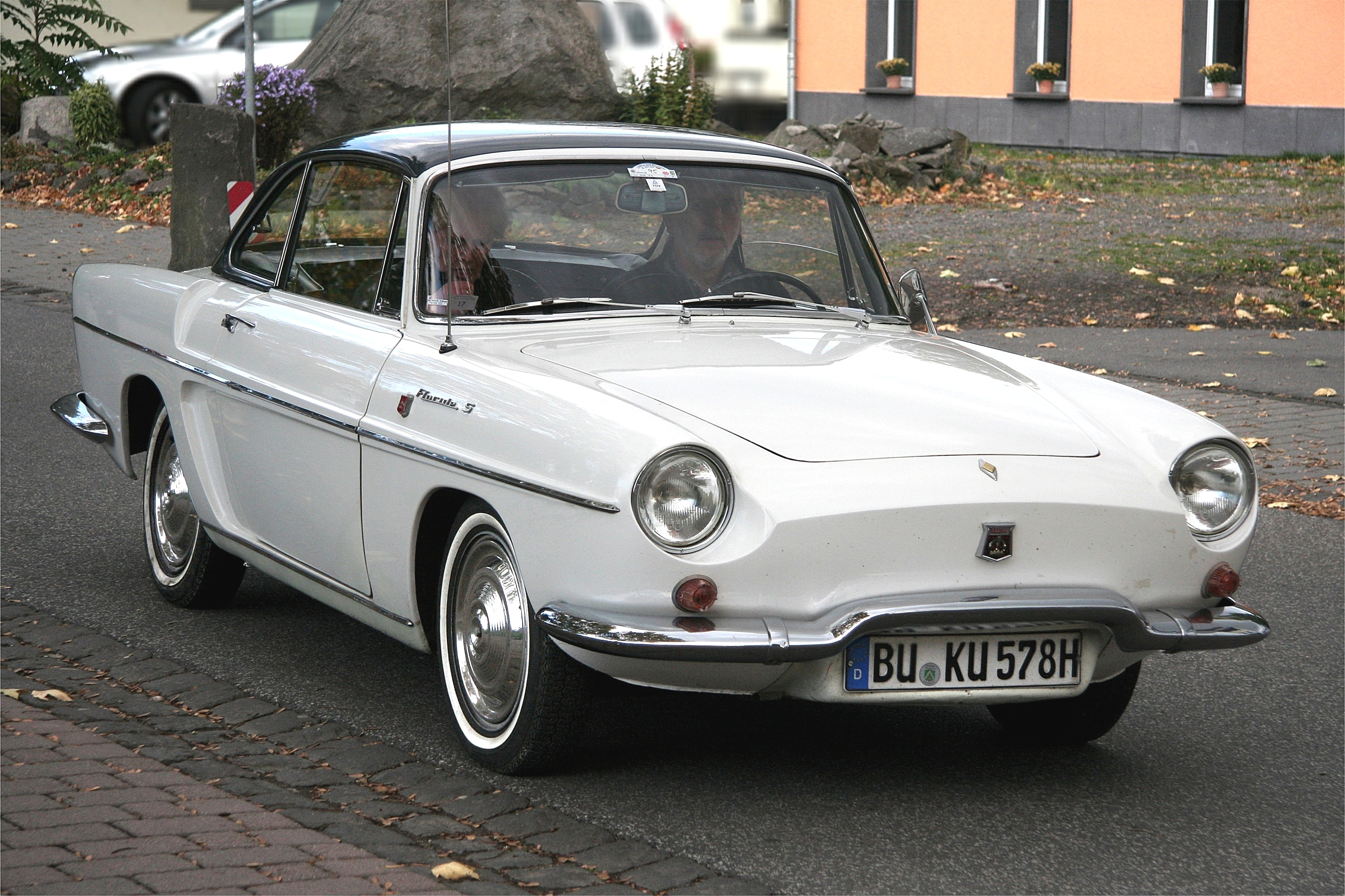
Floride S.
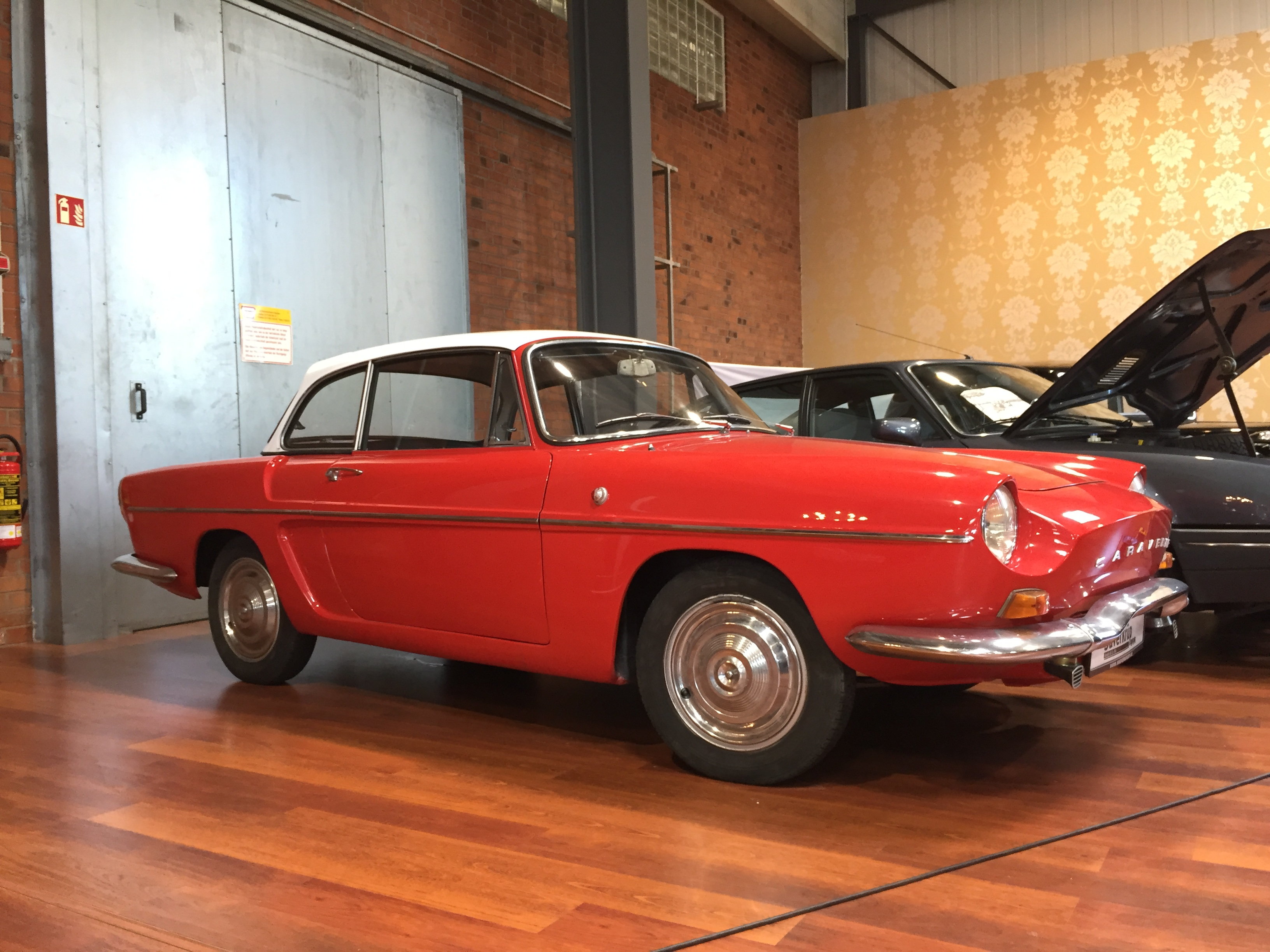
Caravelle et hardtop.
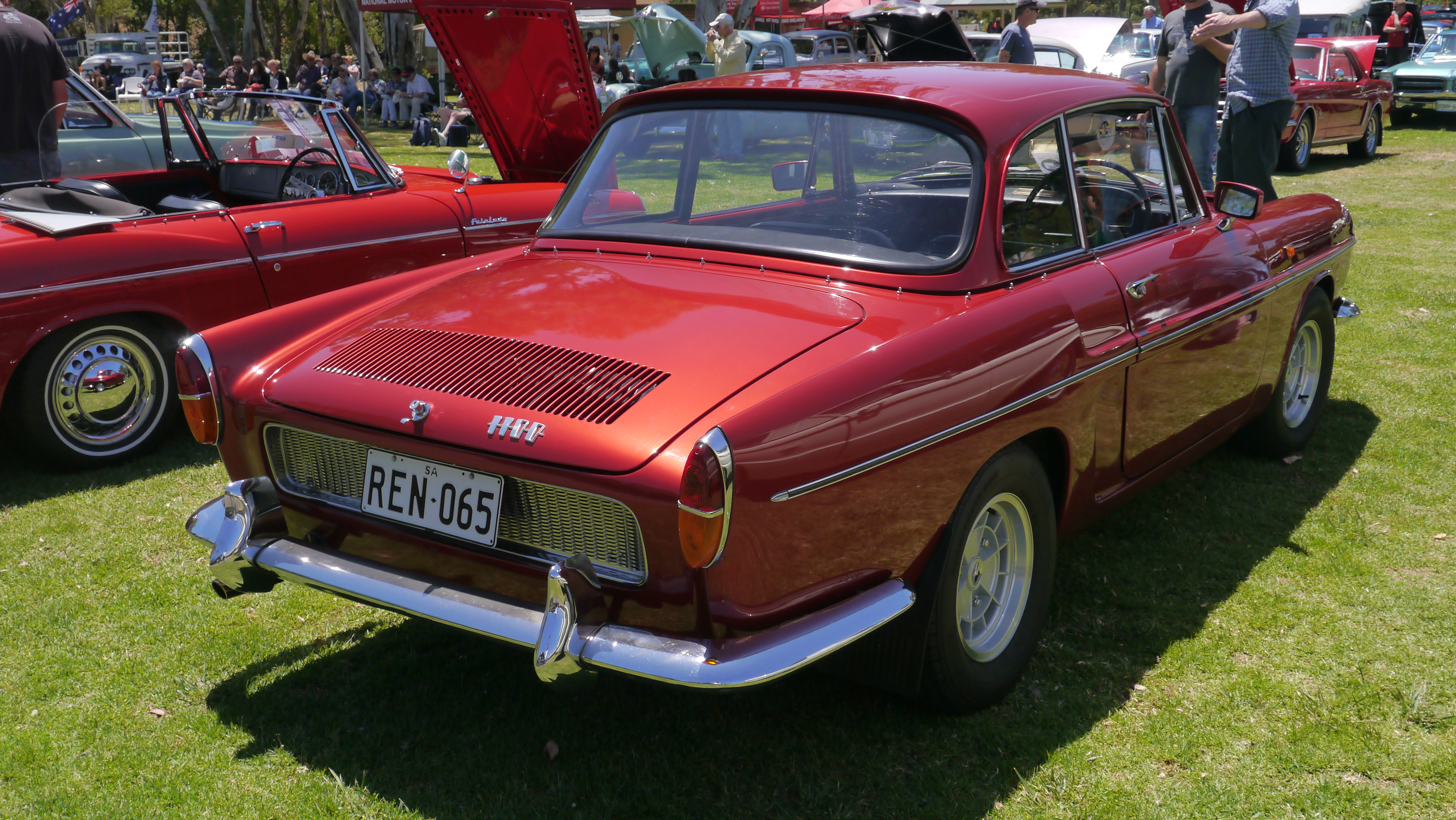
Caravelle coupé GT.

Si le cabriolet conserve le hard top optionnel de la Floride, le coupé, qui prend le nom de Caravelle, présente un nouveau dessin du pavillon permettant de loger quatre personnes.

### Caravelle 1100
La Caravelle 1100 se distingue grâce à l'inscription Caravelle sur la face avant. La planche de bord reçoit un garnissage en simili-cuir, la lunette arrière de la capote est plus large et de nouvelles couleurs apparaissent. Le hard top reprend désormais le dessin du coupé Caravelle de la série précédente.

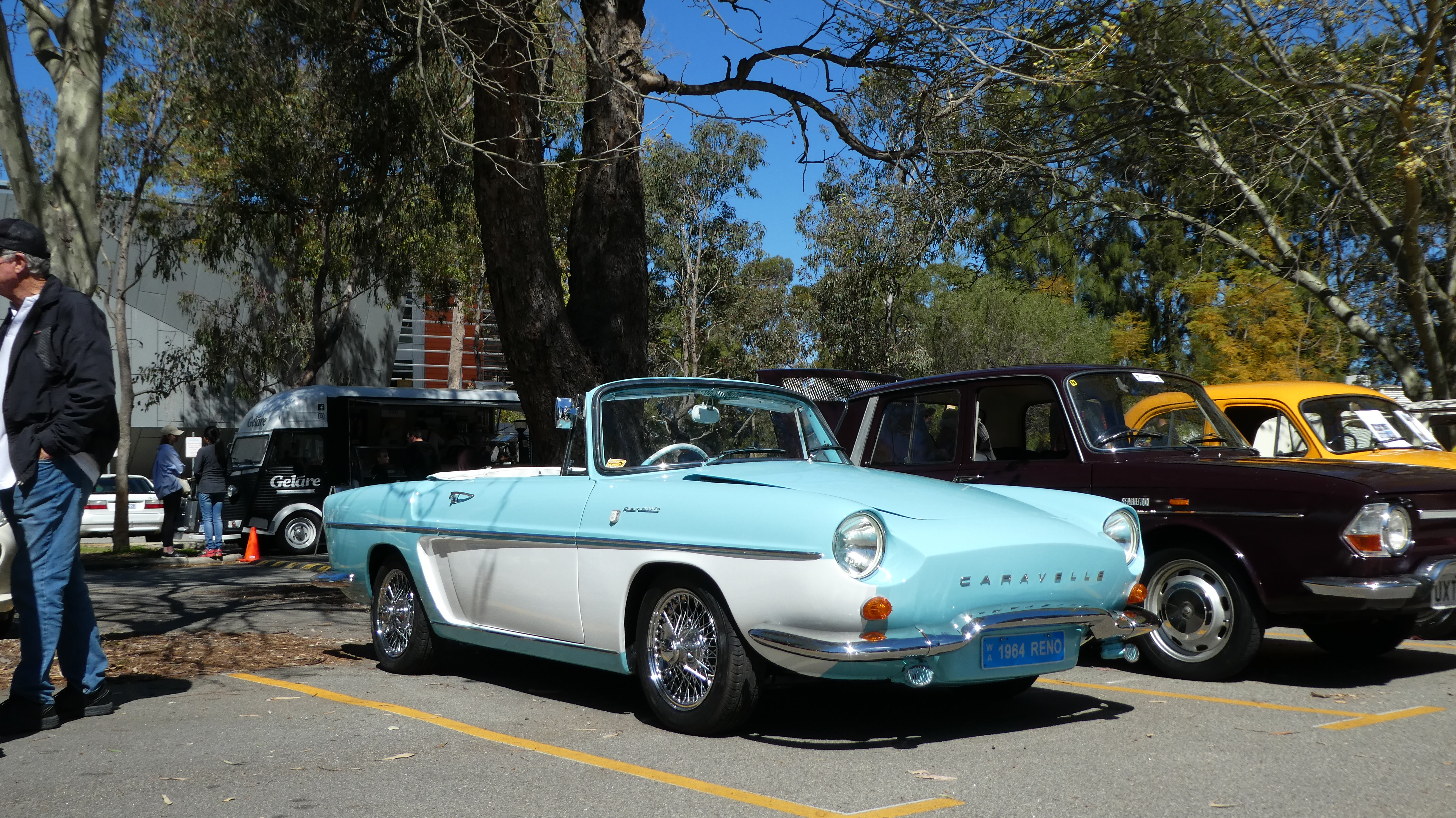
Caravelle 1964.
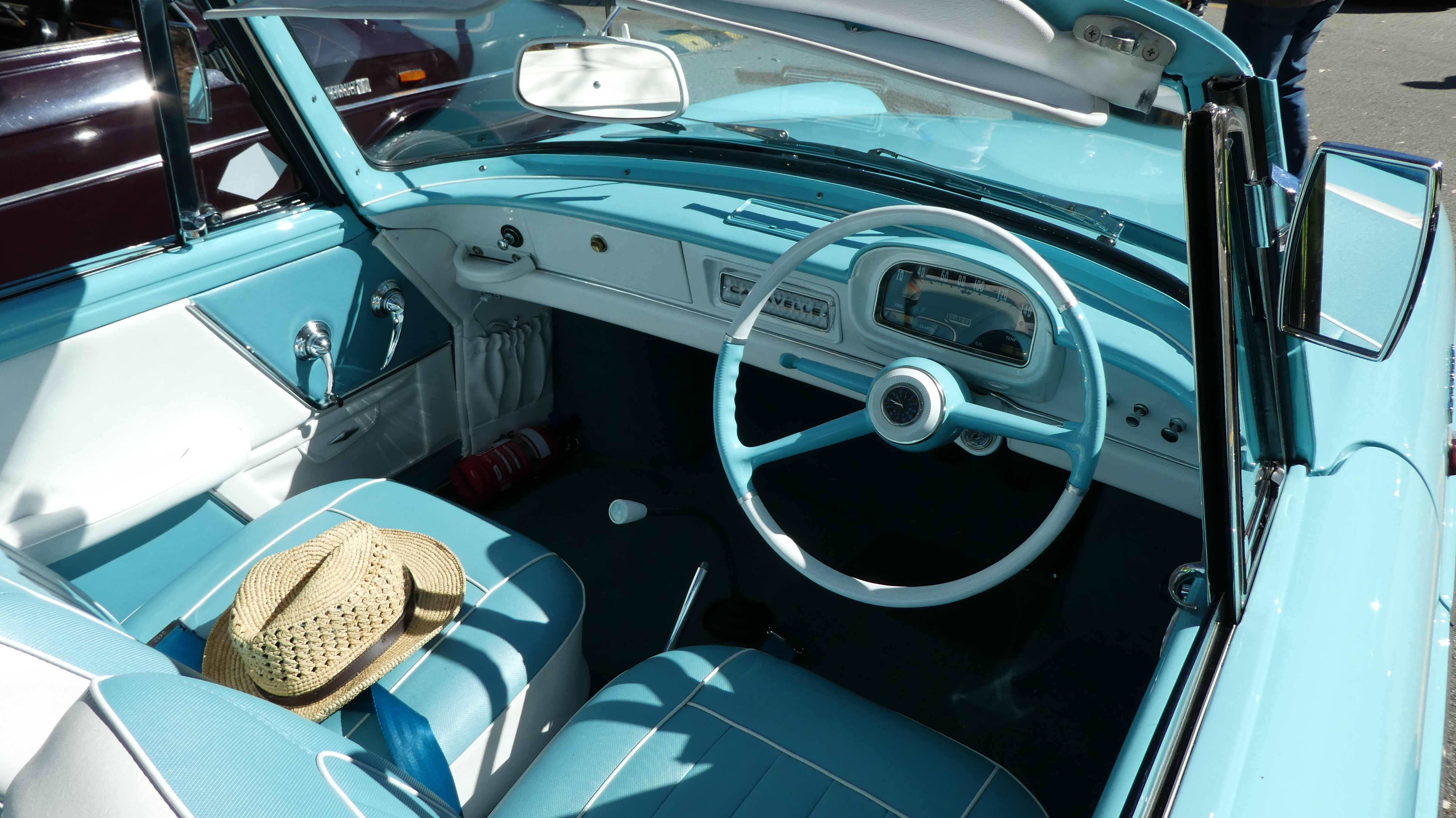
Caravelle conduite à droite.
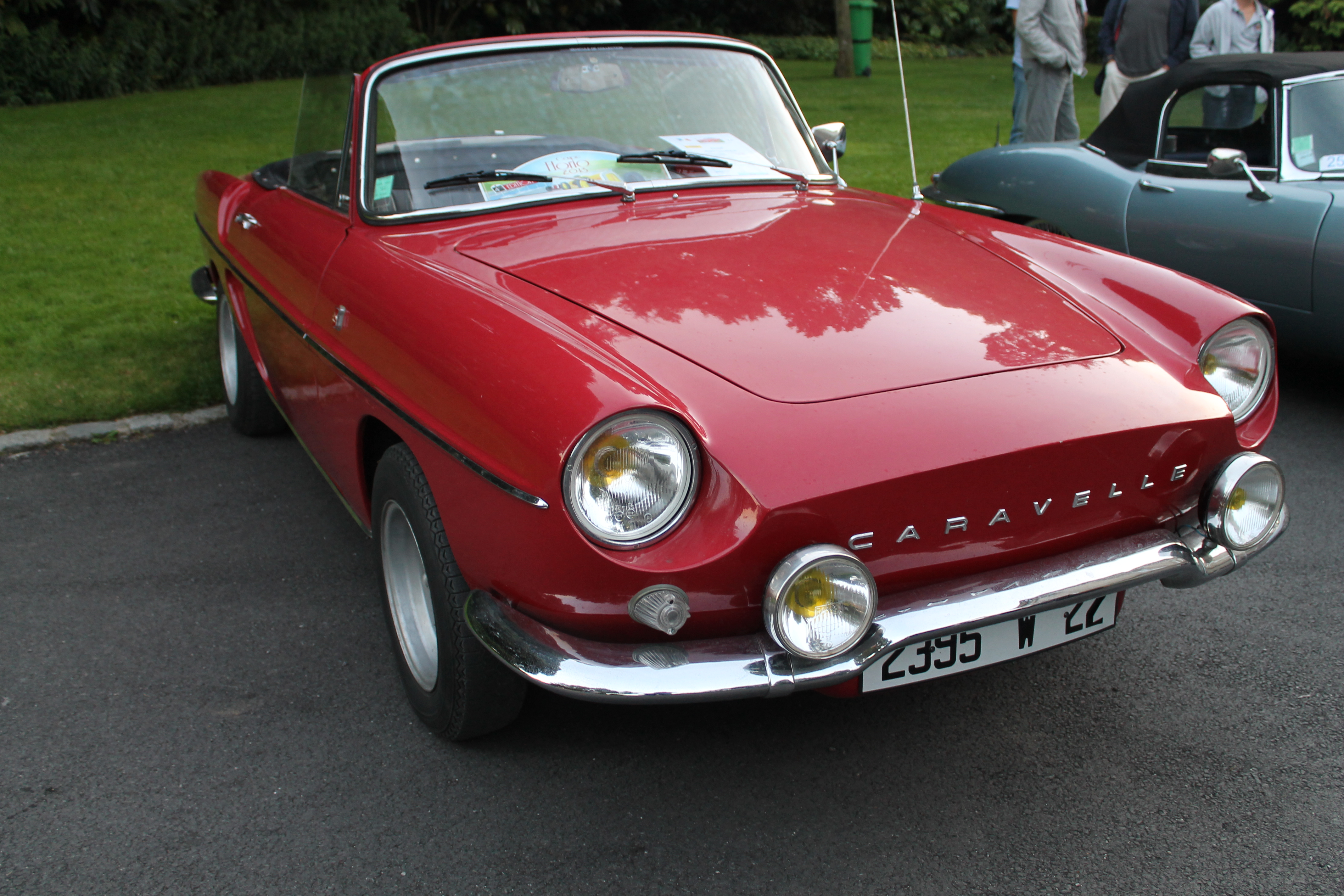
Caravelle 1100.
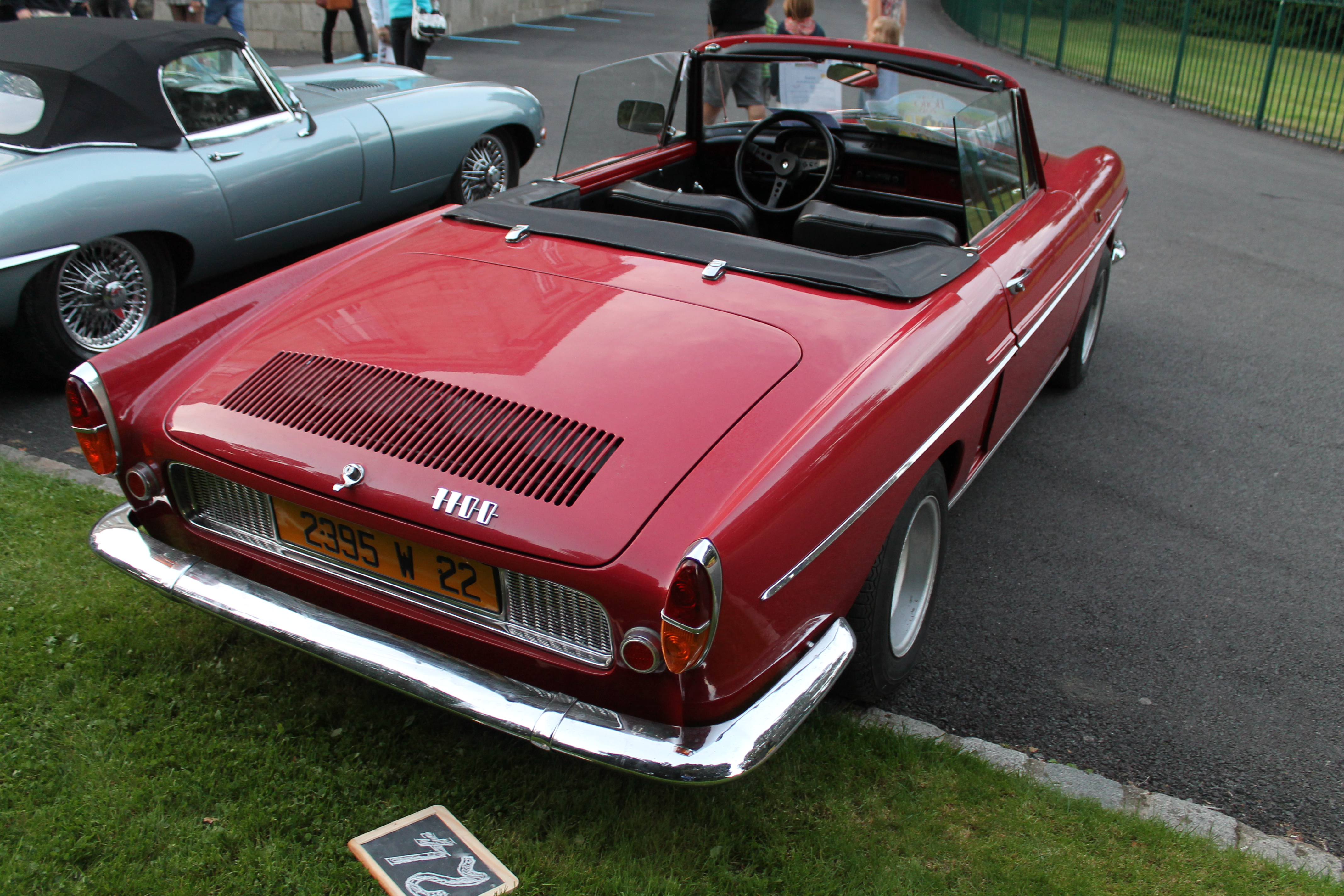
Caravelle 1100 avec grille d'aérations sur le capot de moteur Renault 8.

Elle est motorisée par un moteur Cléon-Fonte de 1 108 cm3 de 55 ch, avec carburateur Solex à starter automatique, boîte à quatre rapports entièrement synchronisée, et vase d'expansion en laiton situé dans l'aile arrière droite.

### Caravelle 1100 S
À partir des modèles 1966, le moteur passe à 57,5 ch grâce à un carburateur Weber double corps. Le tableau de bord comprend des cadrans ronds avec un compte-tours. Le vase d'expansion est en verre à côté du radiateur. Le sigle 1100 disparaît du capot arrière, au profit d'un monogramme Renault. Pour 1967, losange Renault sur le masque avant et clignotants avant rectangulaires.

## Cinéma
Les Renault Floride et Caravelle apparaissent dans de nombreux films au cinéma, dont : 
- 1963 : Ah si papa savait ça !, d'Henry Koster
- 1966 : Le Saint prend l'affût, de Christian-Jaque, avec Jean Marais
- 1966 : That Riviera Touch (en), de Cliff Owen
- 1967 : Le vicomte règle ses comptes, de Maurice Cloche, avec Jean Yanne
- 1973 : Chacal, de Fred Zinnemann
- 2012 : Comme des frères, d'Hugo Gélin
- 2015 : Floride, de Philippe Le Guay, avec Jean Rochefort
- 2021 : Mystère à Saint-Tropez, de Nicolas Benamou, avec Christian Clavier, Gérard Depardieu et Benoit Poelvoorde
- 2022 : Une robe pour Mrs. Harris, de Anthony Fabian